# Драшко Гаговић
Драшко Гаговић (Земун, 22. март 1961 — Београд, 11. јул 2001) био је српски фоторепортер.

## Биографија
Драшко Гаговић рођен је 22. марта 1961. у Земуну, од оца Драгана и мајке Олге. Основну школу завршио је у Земуну. Средњу школу уписује 1975. године у Београду. Дипломирао је 1979. године у Библиотекарско-књижарској школи „Иво Андрић”. Још у току средње школе истицао се као даровити фотограф. По завршетку средње школе уписује Правни факултет у Београду.
Важио је за најсмиренијег и најпоузданијег фотографа међу колегама и за једног од последњих великих уметника црно-беле фотографије.
Његове фотографије су имале причу, изградио је сопствени врло препознатљив стил и на тај начин критиковао стварност у земљи деведесетих година. Својим радом оставио је неизбрисив траг у српској фотографији. Фотографије су му објављиване у познатим часописима, новинама и књигама у земљи и иностранству.
Љубитељима фотографије остао је познат по слици Слободана Милошевића са томпусом. Својим фотографијама обележио је рад Скупштине Републике Србије, грађански и студентски протест 1996/97. године. Био је сарадник у: НОН-у (Нове омладинске новине), Студенту, Комунисту, Телеграфу, Политици... Од 1990. године радио је у недељнику Време као фоторепортер.
Умро је у Београду 11. јула 2001. године. Сахрањен је на Новом Бежанијском гробљу.